# كأس هونغ كونغ 2017–18
كأس هونغ كونغ 2017–18 هو موسم من كأس هونغ كونغ. أشرف على تنظيمه اتحاد هونغ كونغ لكرة القدم، وكان عدد الأندية المشاركة فيه 10، وفاز فيه نادي كيتشي.